# Стемпел, Флорис
Флорис Стемпел (нидерл. Floris Stempel; 18 января 1877, Амстердам — 23 января 1910) — основатель и первый президент футбольного клуба «Аякс».

## Биография
Флорис Стемпел родился 18 января 1877 года в доме 13 по улице Эрсте Лаурирдварстрат в амстердамском районе Йордан. Его отец, Йоханнес Стемпел, до рождения сына работал учителем, а после стал клерком. 1 июля 1869 года он женился на Йоханне Виссер, которая родилась в Амстердаме.
В 1893 году юный Флорис вместе с двумя друзьями Ханом Даде и Карелом Ресером основали футбольный клуб под названием «Союз». Первые игры клуба проходили на окраине Амстердама в районе Ньивер-Амстел. У команды был даже настоящий кожаный мяч, владельцем которого был Хан Даде. Спустя год по инициативе Флориса команда изменила своё название на «Футбольный Клуб „Аякс“». Изменилось также и место проведение матчей, отныне команда играла на лужайке Виллемспарка, что в Южном Амстердаме. За пользованием поля за шесть месяцев они заплатили 15 гюльденов.
В 1890-е годы в Амстердаме стало появляться слишком много новых футбольных команд, и поэтому Футбольная ассоциация Амстердама приняла решение ввести более жёсткие требования. Команда Стемпела не смогла выжить, многие игроки разбежались по другим командам, и поэтому в 1896 году клуб прекратил своё существование.
Флорис не оставил идею создания команды, 14 марта 1900 года он выслал своим друзьям письмо, которое содержало приглашение на встречу в кафе «Ост-Индия» на улице Калверстрат 2. В воскресное утро 18 марта состоялось историческое заседание друзей Стемпела, на котором было решено, что старое название, «Футбольный Клуб „Аякс“», подойдёт их новому клубу.
Флорис Стемпел стал первым президентом «Аякса», а Хан Даде был назначен вице-председателем совета. Новый «Аякс» не стал выступать на своём старом поле в Виллемспарке, а переехал на север Амстердама в район Бюйкслотерхам. Новому клубу пришлось заплатить регистрационный сбор в размере 50 центов, притом что игрокам клуб платил от 20 центов в год. «Аякс» был заявлен во второй дивизион; свой первый матч клуб провёл 29 сентября 1900 года против команды ДОСБ, который завершился гостевой победой «Аякса» со счётом 1:2. В 1902 году команда была принята в Футбольный союз Нидерландов.
В 1908 году на посту президента клуба Флориса сменил Крис Холст, входивший в первый состав «Аякса».
23 января 1910 года, корабль «SS Prins Willem II», на котором находился Стемпел, потерпел крушение, затонув у берегов Франции. Флорис направлялся в Западную Индию, где получил предложение о работе.